# Vereinigte Front für Wandel
Die Vereinigte Front für den demokratischen Wandel (englisch United Front for Democratic Change, französisch Front uni pour le changement, FUC) ist eine tschadische Rebellenallianz, die aus acht individuellen Widerstandsgruppen aufgebaut ist, alle mit den Zielen des Umsturzes der tschadischen Regierung und des Präsidenten Idriss Déby.
Sie ist nun Teil der Union der Kräfte für Demokratie und Entwicklung. Die FUC wurde zwischen dem 26. und den 28. Dezember 2005 in Modeina im Osttschad gegründet. Der Präsident der FUC ist Mahamat Nour Abdelkerim, der ehemalige Vorsitzende der aufständischen Sammlung für Demokratie und Freiheit. Der erste Vizepräsident ist Hassan Salleh Algadam, zweiter Vizepräsident ist Abakar Tollimi und der Generalsekretär ist Abdelwahit About.
Abdullahi Abdel Karim, der Sprecher der Sammlung für Demokratie und Freiheit (RDL), sagte, dass jede seiner Gruppen ihre eigenen Kräfte, Männer und Ausrüstung habe und dass er sie zusammenführen werde.

## Rebellengruppen innerhalb der FUC
Die 8 Organisationen und ihre Anführer:
- CNT: Hassan Salleh Al Gadam (Präsident)
- RDL: Mahamat Nour Abdelkerim (Präsident)
- SCUD: Yaya Dillo Djérou (Koordinator)
- FIDEL: Abdelwahit About (Generalsekretär)
- FNTR: Babikir Ismail (Vertreter)
- Gruppe des 8. Dezember: Abakar Tollimi (Koordinator)
- CNR: Almado Awad Mardo (Chargé of defense)
- FRRRT: Yaya Batit Ali Al-Mahmoudi (Präsident)

## Geschichte
Am 18. Dezember 2005 attackierten die RDL und eine verbündete Rebellengruppe, die Plattform für Wandel, Einheit und Demokratie, die Stadt Adré. Die Attacke wurde durch das tschadische Militär zurückgeschlagen. Am 19. Januar 2006 wurde Abdelwahit About von der sudanesischen Regierung zusammen mit 20 anderen F.U.C-Rebellen festgenommen, nachdem er ein Radiointerview führte, in dem er nicht nur sagte, dass er in Khartum sei, sondern dass die F.U.C auch freundliche Beziehungen mit der sudanesischen Regierung habe. Am 12. April fuhren daraufhin die Rebellen von der Vereinigten Front etwa 1000 km von ihren Basen nahe der sudanesischen Grenze entfernt zur tschadischen Hauptstadt N’Djamena vor. Ihr Angriff auf die Hauptstadt, der sich vor der Morgendämmerung ereignete, wurde von der tschadischen Armee am 13. April zurückgeschlagen.
Am 24. Dezember 2006 jedoch unterzeichneten der Präsident des Tschad, Idriss Deby Itno, und der Rebellenführer Mahamat Nour Abdelkerim einen Friedensakkord, welches die Feindseligkeiten zwischen der Regierung und der Vereinigten Front für Demokratischen Wandel beendete. Ein substantieller Teil der von Abdelkerim kommandierten Kräfte wurde regulär und über die nächsten drei Monate in die Tschadische Nationalarmee eingegliedert, aber verbleibende Rebellenfraktionen kämpften weiterhin gegen die Regierung. Abdelkerim wurde im späten März 2007 in die Regierung als Verteidigungsminister einbezogen.
Ernsthafte Kämpfe zwischen Elementen der FUC und den Regierungsstreitkräften fanden noch am 18. Oktober 2007 bei Goz-Beïda statt. Der Streit wurde durch den Unwillen der FUC-Elemente, sich zu entwaffnen und in die Armee zu integrieren, wie in der Friedensvereinbarung vorgesehen, ausgelöst. Abdelkerim mahnte diese Elemente, die Eingliederung in die Armee zu akzeptieren.

## Kindersoldaten
Noch im Mai 2007 hatte die Rebellengruppe Vereinigte Front für Wandel mehr als 1.000 Kindersoldaten innerhalb ihrer Reihen. Es gibt noch andauernde Verhandlungen mit der Regierung des Tschad, um die Kindersoldaten zu demobilisieren.